# Alexandra Silber
Alexandra Michelle Silber (Los Angeles, 3 luglio 1983) è un'attrice, cantante e scrittrice statunitense.

## Biografia
Alexandra Silber è nata a Los Angeles e cresciuta a Birmingham, figlia di Catherine Noriega e Michael D. Silber; il padre è ebreo, mentre la madre ha origini ispaniche ed irlandese. Ha studiato canto all'Interlochen Center for the Arts e al Royal Conservatoire of Scotland. Nel luglio 2005 ha fatto il suo debutto nel West End londinese nella prima del musical di Andrew Lloyd Webber The Woman in White. Due anni dopo è tornata sulle scene londinesi nel musical Fiddler on the Roof, mentre l'anno successivo ha recitato nuovamente al Savoy Theatre di Londra nel ruolo della protagonista Julie Jordan nel musical Carousel. Nel 2010 ha fatto il suo debutto sulle scene statunitensi ancora nel ruolo di Julie in Carousel a Los Angeles e nello stesso anno ha recitato con Tyne Daly nel dramma Master Class al Kennedy Center di Washington. Nel 2011 ha fatto il suo esordio nell'Off-Broadway in un revival del musical di Michael John LaChiusa Hello Again e a Broadway nell'allestimento di Master Class in cui aveva già recitato l'anno prima. Nel 2012 ha cantato alla Carnegie Hall nel concerto Song of Norway e ha recitato nella prima statunitense del musical Love Story in scena a Filadelfia; sempre nello stesso anno ha recitato nell'Off-Broadway nella pièce di Nora Ephron Love, Loss and What I Wore.
Nel 2013 ha cantato il ruolo di Maria in West Side Story con la San Francisco Symphony sotto la direzione musicale di Michael Tilson Thomas. La Silber ha anche inciso il ruolo su disco e l'incisione discografica è stata candidata al Grammy Award al miglior album di un musical teatrale; durante la 57ª edizione dei Grammy Awards la Silber ha cantato musica da West Side Story. Nell'estate del 2013 ha recitato nel musical She Loves Me a Katonah con Santino Fontana, mentre nel 2014 ha recitato in Arlington nell'Off Broadway. Sempre nel 2014 è stato il soprano solista nell'oratorio di Andrew Lippa I Am Harvey Milk alla Walt Disney Concert Hall. Nel 2014 ha interpretato la protagonista Lilli Vanessi in Kiss Me, Kate alla Royal Albert Hall di Londra, mentre nel 2015 ha recitato nel ruolo della protagonista Eliza Doolittle in My Fair Lady a St. Louis ed è tornata a Broadway nel musical Fiddler on the Roof. Nel 2017 ha interpretato Aldonza in una versione semi-scenica di Man of La Mancha a New York, mentre l'anno successivo ha recitato nella parte di Ginevra in Camelot a Washington. Nel 2019 ha interpretato il duplice ruolo di Ippolita e Titania in Sogno di una notte di mezza estate a Chicago e poi la protagonista Sally Bowles in Cabaret ad Olney. Nel 2020 è tornata a recitare sulle scene londinesi nella pièce di Paula Vogel Indecent alla Menier Chocolate Factory.
Nel 2017 ha fatto il suo debutto letterario con il romanzo After Anatevka, un sequel ideale di Fiddle on the Roof. L'anno successivo ha pubblicato il memoir White Hot Grief Parade sulla morte del padre. Attiva anche come drammaturga, la Silber ha scritto degli adattamenti dell'Antigone di Sofocle e de Le troiane di Euripide nel 2015.

## Filmografia

### Cinema
- 1408, regia di Mikael Håfström (2007)

### Televisione
- Law & Order - I due volti della giustizia - serie TV, 20x12 (2010)
- Law & Order: Criminal Intent - serie TV, 10x04 (2011)
- Law & Order - Unità vittime speciali - serie TV, 13x09 (2012)
- The Mysteries of Laura - serie TV, 1x05 (2014)
- Elementary - serie TV, 6x12 (2018)

## Libri
- After Anatevka, W. W. Norton & Company, 2017. ISBN 978-1681774343
- White Hot Grief Parade: A Memoir, Pegasus Books, 2018. ISBN 978-1681777641

## Doppiatrici italiane
- Emanuela Damasio in 1408
- Angela Brusa in Law & Order: Criminal Intent